# Det Norske Videnskaps-Akademi

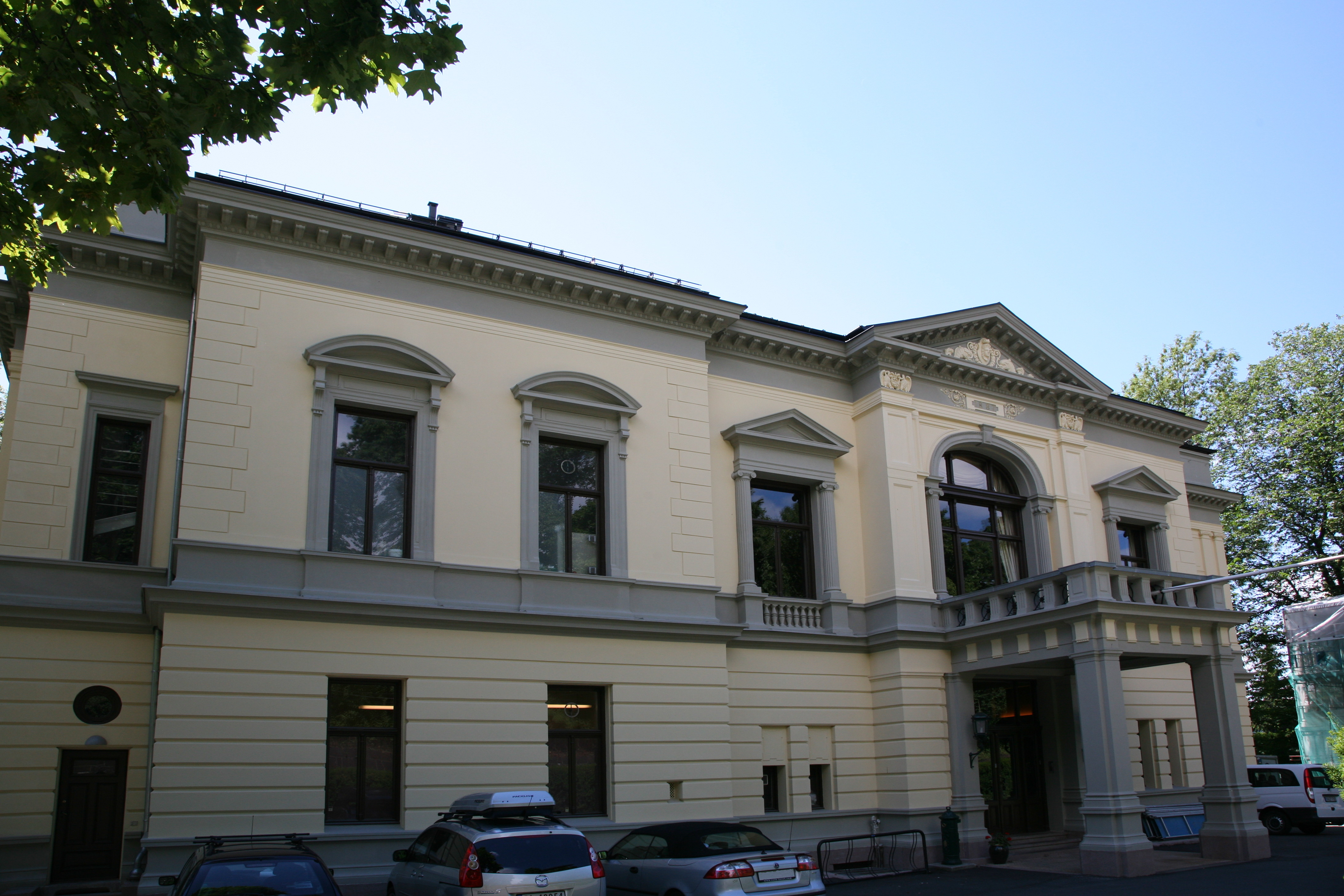
Det Norske Videnskaps-Akademi

Det Norske Videnskaps-Akademi, stiftades 1857 som Videnskabsselskabet i Kristiania, är en fristående, nationell och tvärvetenskaplig organisation, omfattande alla vetenskaper. Akademien har 219 norska ledamöter och 183 utländska, fördelade på två klasser: den matematisk-naturvetenskapliga och den historisk-filosofiska, båda indelade i fack.
Akademien ger ut en Årbok och serierna Minnetaler och Fridtjof Nansen Minneforelesning. Den matematisk-naturvetenskapliga klassen ger ut Skrifter: Den matematisk-naturvitenskapelige klasse och Avhandlinger: Den matematisk-naturvitenskapelige klasse (1975-). Den historisk-filosofiska klassen har tidigare givit ut Skrifter: Den historisk-filosofiske klasse (1977-2000) Avhandlinger / Norske videnskaps-akademi. II, Hist.-filos. klasse (1977-1994), sedan 2002 sammanslagna som Skrifter og avhandlinger / Det norske videnskaps-akademi. II, Hist.-filos. klasse
Akademien ger vidare ut Norsk Lingvistisk Tidsskrift, samt Zoologica Scripta i samarbete med den svenska Vetenskapsakademien, och Physica Scripta tillsammans med Det Kongelige Danske Videnskabernes Selskab.